# Ультранормальность
«Ультранормальность» — роман российского автора, опубликованный в 2017 году под псевдонимом Натан Дубовицкий.

## Сообщения о выходе романа
9 февраля 2017 года в личном блоге Алексея Чадаева появилось и вскоре исчезло сообщение о том, что он стал бета-ридером нового романа Натана Дубовицкого «Ультранормальность». Алексей Чадаев скоро стер это сообщение, но оно было замечено другими интернет-пользователями.
23 марта ряд СМИ опубликовал информацию о том, что первый печатный тираж получило движение «Местные» и Российский студенческий союз.
В это же время с ящика электронной почты natan_d@list.ru был распространен пресс-релиз о том, что в ряде интернет-магазинов можно приобрести новый роман авторства Натана Дубовицкого. В пресс-релизе также содержался отрывок неопубликованного интервью неизвестному изданию (возможно, «Русскому пионеру»), в котором автор раскрывает обстоятельства публикации романа.
Часть этого отрывка вынесено в описание книги:
Я давно хотел опубликовать свой самый первый опыт в романе, но не находил для этого подходящего повода. Поэтому познакомиться с моей работой читателю придется слишком поздно… Однако, учитывая возвратно-поступательное понимание времени в нашей политической культуре, в то же время — и очень рано. Возможно, именно поэтому некоторые найдут несвоевременную актуальность в том, чем закончится произведение. Мы снова вплотную подходим к тому классу проблем, для которых не предусмотрено никаких механизмов отмены и снятия. Вероятно, именно сейчас кажется, что мне и вам необходимо закрыть этот старый гештальт.
Также в пресс-релизе сообщалось о том, что печатные версии будут ограниченно распространены среди активистов молодёжных политических движений умеренного толка, а также среди групп гражданских активистов Москвы и Липецка.
24 марта на Business FM вышло разгромное интервью советника помощника Президента Суркова Алексея Чеснакова, которое содержало оскорбления в адрес журналистов, опубликовавших новость о выходе гештальт-романа. Содержащиеся в интервью указания на цену и места продаж книги позволяют сделать предположения, что данное интервью является частью рекламной кампании по продаже произведения.
Несмотря на то, что до сих пор романы Натана Дубовицкого публиковал в своих специальных приложениях «Русский пионер», данный гештальт-роман был опубликован независимо.

## Сюжет
2024 год. Президент уходит, преемника нет…
Центральная экспозиция романа — конец четвёртого срока президента России на фоне разрастающегося экономического кризиса. Хотя президент не назван по имени (упоминается лишь прозвище «Дракон»), в нём угадывается действующий президент страны Владимир Путин. В связи с его уходом в 2024 году различными элитами разыгрывается несколько сценариев смены власти. Наиболее примечательным является действие анонимной группы, целенаправленно разрушающей внутренний диалог элит с помощью организованного ими агентства по профессиональному троллингу.
Главный герой студент-металлург Фёдор Стрельцов — аполитичный и мнительный юноша — в районном Доме культуры знакомится с уволенным из агентства специалистом по семантике и психолингвистике, который поражает его своими способностями и талантами. Неуместная шутка специалиста зарождает в сознании Фёдора убеждение в его причастности к скоропостижной смерти матери, после чего главный герой начинает преследовать специалиста.
Вначале его любительское расследование привлекает внимание Консервативной партии центра (КПЦ) (в которой угадывается партия «Единая Россия»), а после приводит его в мир политических интриг и заговоров, где Стрельцов начинает представлять политическую угрозу для агентства и той части элиты, которая за ним стоит.

## Особенности текста
Дубовицкий — один из самых скрытных писателей, пишущих на русском языке. Несмотря на то, что он поднимает серьёзные темы, важные для его читателей, неравнодушных к судьбе России и Русского мира, широкая общественность знает о его профессиональной, личной и творческой жизни что-то около нуля— Из описания книги
Стиль романа несколько отличается от стиля предыдущих романов Натана Дубовицкого «Околоноля» и «Машинка и велик». Текст написан в другой манере, не так изобилует метафорами, не имеет характерных двусмысленностей и иносказаний, свойственных последующим работам автора. Согласно рецензии Алексея Колобродова, в качестве инструмента для написания романа был выбран футуризм, а идейным вдохновителем Алексей Крученых.
Названия глав («Взуважение», «Пробезднение», «Неворобеистостость», «Приступ непересказильности»), а также обилие новых слов в тексте («одосадованность», «локтеваясь» — то есть, видимо, толкаясь локтями, «презумционное единство») состают свеобразный узнаваемый стиль. Только две главы звучат пугающей внятностью: «Партийность бытия» и «Дракон и золото».
По мнению Романа Сенчина, роман «Ультранормальность» наследует модным в 2000-е утопиям («ЖД» Дмитрия Быкова, «2017» Ольги Славниковой, «2008» Сергея Доренко, «Поход на Кремль» Алексея Слаповского) и становится частью моды 2010-х годов на небольшие, почти реалистические повести, в которых демонстрируется «та историческая пружинка, которая может изменить течение нашей жизни». К ним он относит повести «Кровь и почва» Антона Секисова, «Новая реальность» Константина Куприянова, «Вечного счастья!» Елены Нестериной.

## Политика в романе
Несмотря на то, что датой написания произведения назван 2005 год, произведение содержит как отсылки к политической реальности 2005 года, так и более поздние события, а также звучавшие, но до сих пор нереализованные политические планы:
- Движение «младоцентрят» напоминает молодёжное движение «Наши». Их униформа (белые футболки с красным крестом) напоминает униформу комиссаров «Наши» на акции «60 лет Победы»[6] (белые футболки с красной звездой).
- Их противники носят красные футболки с серебряным кругом на груди, что напоминает флаг национал-большевистской партии (НБП). В их покровителе, кандидате в президенты Могилёвском, узнается Сергей Иванов, один из возможных «преемников» в 2008 году. Это можно рассматривать как метафору к популярным обвинениям, что за националистическими, расистскими и антимигрантскими движениями стоят силовики.
- Протесты, возникающие накануне отставки Дракона, напоминают протесты на Болотной площади и другие протесты 2011—2013 годов.
- Экономический кризис, возможно, является следствием в том числе и санкций США и стран Европы, применённых после включения Крыма в состав Российской Федерации.
- Раскол правящей Консервативной партии центра на Православную партию центра и партию «Единение» напоминает нереализованный план разделения «Единой России» в 2005—2006 годах и установления двухпартийной системы американского образца «сверху».
- Сепаратистское движение на Шри-Ланке, использованное в качестве аллюзии к основной сюжетной линии романа, напоминает сепаратисткое движение в Косово, происходящее параллельно со сложением полномочий президента Владимиром Путиным в 2008 году.
- В романе упоминается цветная революция в Черноруссии 2023 года. Под этим государством угадывается Белоруссия (под Чернорусским вокзалом — Белорусский вокзал г. Москвы). Украина также упоминается в романе. К началу действия в романе она не преодолела политический и экономический кризис.
- Информационное агентство, в котором происходит пресс-конференция, напоминает издательство «Известий». Телеканал «Серебряный дождь» напоминает оппозиционный телеканал «Дождь».
- Никита Воротилов, независимый кандидат в президенты, напоминает Алексея Навального[7].

Обозреватель швейцарской газеты «Neue Zürcher Zeitung» отметил также, что роман представляет собой один из трех вариантов «национализации времени», то есть заложить основание для независимой от Запада российской историософии:
Его последнее произведение «Ультранормальность» (2017 год) связывает советскую агитпропаганду с патриотической эстетикой путинской эпохи. В этом романе российская история подошла к своему концу: время бежит, как широкая река, в бесконечный резервуар вечного настоящего. Все возможные правительственные системы в России испробованы. Только сегодняшняя смесь из имперской монархии, социалистического доминирования государства и посттоталитарной демократии в духе Макнилла может обеспечить дальнейшее «ультранормальное» существование России.

## Авторство
По словам главного редактора журнала Андрея Колесникова, человеком, пишущим под псевдонимом «Натан Дубовицкий», является один из колумнистов «Русского пионера». В ряде российских и зарубежных СМИ высказывались предположения, что речь идет о первом заместителе руководителя администрации президента Владиславе Суркове. Сам Сурков не подтверждал этой версии.
В романе «Ультранормальность» впервые упоминается отчество Дубовицкого — Васильевич. Жену Суркова зовут Наталия Васильевна Дубовицкая, ср. с псевдонимом автора романа. Ник Натальи Дубовицкой в Инстаграм — natan_d, как и адрес почты, с которой рассылался пресс-релиз.
Иллюстратором книги числится некая Людмила Тетюшина, возможно, штатный дизайнер «Русского пионера».
Советник помощника президента России Владислава Суркова Алексей Чеснаков демонстративно опроверг причастность Суркова к роману «Ультранормальность», заявив, что по его сведениям, Сурков уже три года не готовил больших форматов для публикации и занят другими делами.
Бывший лидер молодёжного движения «Наши» Василий Якеменко на своей странице в социальной сети «ВКонтакте» сообщил, что слышал о желании «дяди Славы» опубликовать роман о поколении, рождённом после 2000 года, для которых Путин «был всегда», но сам роман не читал и был удивлен, что роман опубликован именно сейчас.
Интернет-издание «Актуальные комментарии», созданное в свое время Владиславом Сурковым, также назвало роман «фейком», который не имеет никакого отношения к тому Натану Дубовицкому, под псевдонимом которого якобы пишет Владислав Сурков, и заявило, что под этим псевдонимом пишет другой Натан Дубовицкий. Издание сослалось на несколько источников, среди которых называется по имени только один — Алексей Чеснаков. Цитата Чеснакова содержит фразу: 

Натан Дубовицкий вряд ли может быть автором текста, который сегодня появился. Слишком видны стилистические различия 
Таким образом, опровержение оказалось традиционно крайне двусмысленным
Согласно порталу URA.RU под псевдонимом Натан Дубовицкий скрывается писатель, депутат Государственной думы Сергей Шаргунов, который якобы хочет прославиться за счет аллюзий на Суркова.
Валерий Береснев, журналист «Бизнес online», в своей рецензии склоняется к тому, что под псевдонимом «Натан Дубовицкий» всё же пишет Владислав Сурков, и что аргументы Алексея Чеснакова не выглядят убедительными. Он также подчеркнул свою точку зрения цитатой из самого Суркова: «Наш хозяин — Денница, мы узнаем его стиль. К Рождеству вместо снега он посылает нам пыль. Он всегда впереди — в алом шелке, на бледном коне, Мы за ним по колено в грязи и по горло в вине…» — давая понять, что стиль Суркова для него узнаваем.
«Русский пионер» спустя неделю после публикации романа написал комментарий-опровержение. Колумнист журнала Виктор Ерофеев заявил, что с коммерческой точки зрения это неплохо продуманная акция, но к «реальному» Натану Дубовицкому она отношения не имеет. Однако его мнение было основано на литературной оценке «Ультранормальности», а не на комментарии автора — их колумниста Натана Дубовицкого. Из текста заметки не следует, что Ерофеев читал роман, а также то, что прямо в одном и том же тексте роман называется то «Ультранормальность», то «Ультрасовременность».
5 мая 2017 года в журнале «Литературная Россия» вышла статья Дмитрия Чёрного, в которой прозвучали предположения о том, что настоящим автором романа может быть Дмитрий Быков и Александр Проханов. Связаться с ними редакции не удалось, однако журналу дал комментарий Сергей Шаргунов, для которого авторство Владислава Суркова также не вызывает сомнений:

Не хотел бы в этой истории фигурировать и «подкручивать» её каким-то репликами. Просто потому что не являюсь читателем произведений данного автора. По стилю того, что явлено в синопсисе — это чётко он, и мне непонятно, зачем наводить тень на плетень. Ну, написал — «у богатых свои причуды». — Сергей Шаргунов

## Критика
В целом критики встретили новый роман Дубовицкого положительно.
Екатерина Винокурова, корреспондент интернет-газеты «Знак» написала развернутую рецензию на роман, в которой отметила, что сценки из партийной жизни, зарисовки из жизни оппозиционеров, националистов, журналистов и политической элиты хотя и выглядят подчеркнуто презрительными, описаны со знанием дела. Обход законодательства, запрещающего агитацию вне выборного периода, истории распила партийных бюджетов, выделяемых центральным аппаратом на работу с населением, деятельность структур-сателлитов возле партийной структуры, которые проводят круглые столы, субботники и лекции описаны вполне реалистично и человеком явно имеющим практический опыт в этом деле.
Главное противоречие книги, по её мнению, заключается в том, что стройные интеллектуальные рассуждения некоторых героев противоречат тому, во что, в конечном счете, выливается их деятельность к концу четвёртого срока президента.
Продукт совершенно не равен концепции, более того, совершенно непонятно, зачем вообще нужны сложные концепции, если их результатом становится политический продукт такого качества, как показан в романе. Зачем нужно психолингвистическое программирование, если в итоге партия все равно освоит любой выделенный бюджет, по центральной площади страны бегают неоязычники в волчьих шкурах, со сцены с обличительными речами выступает бывшая проститутка, а кандидат от силовиков просто пытается перекрыть оппонентам весь кислород? 
Винокурова отмечает, что лихо закрученный сюжет получает самую рутинную развязку и крайне неубедительную концовку, где, вроде как, все уезжают в счастливое будущее, но очевидно, что никакого счастья в этом будущем нет.
Блогеры отмечают, что в произведении фигурируют непрямые отсылки на работы Льва Выгоцкого, Альфреда Коржибского, Милтона Эриксона и финно-угорский народный эпос «Калевала».
TopNews отмечает, что в книге удачно представлены характерные «приметы времени» путинского периода: политологи, старающиеся произносить как можно больше умных слов, чтобы просто их произнести, журналисты, мало интересующиеся чем-либо, кроме собственных персон, оппозиция, бегающая по площадям и не понимающая, чего толком хочет, кандидаты в президенты, которые лихо обходят законодательство в вопросах агитации, молодые бандиты — представители молодёжного движения правящей партии.
«Актуальные комментарии», интернет-издание, созданное самим Сурковым в бытность замглавы администрации Президента, охарактеризовало роман как «фальшивку, сделанную на скорую руку», а издательство, указанное в релизе, «не заслуживающим никакого доверия», не критикуя гештальт-роман по существу. Нечто аналогичное происходило ранее и с другим романом Натана Дубовицкого — «Околоноля». После выхода романа Владислав Сурков опубликовал в «Русском пионере» собственную рецензию, содержащий похожие обвинения:
Автору явно нечего сказать. Вот он и паясничает. Под пересказами, перепевами и переплётами — абсолютная пустота. Книга словно написана на оберточной бумаге, в которую упакован холодный полый ноль. Надутый неопознанным Натаном до размеров крупнейшей в этом году литературной мистификации
Другими словами, отрицание авторства уже было частью рекламной кампании по продвижению романов Натана Дубовицкого.
В другой рецензии, опубликованной интернет-газетой «Бизнес online», Валерий Береснев отметил в качестве сильной стороны романа тот факт, что герой хотя и находится в зазеркалье своей собственной страны (благодаря заболеванию бешенством), это зазеркалье выглядит очень уж посюсторонним:
Ссылки на основоположника литературного абсурдизма Льюиса Кэрролла есть в «Ультранормальности» — это и уже упомянутая «кроличья нора», и «гусеница, пыхающая кальяном». Это как бы красные флажки, которыми Дубовицкий тычет в глаза читателю, предупреждая: здесь все нереально, здесь все по ту сторону жизни! Но красные флажки действуют не вполне, поскольку при всей своей фантастичности та сторона жизни слишком похожа на эту
Для рецензента отсутствие ярких героев и главного героя как такового не литературная проблема, а литературное решение. Оно подчеркивает картину общего распада государства, экономики и общества в романе, усиливая и без того мрачную общую атмосферу произведения — итог 24 лет правления президента.
Также автор отмечает сходство некоторых упоминаемых в книге второстепенных персонажей с реальными политическими фигурами России: вице-премьера Андрея Зубцова с российским государственным деятелем Виктором Зубковым, кандидата в президенты Михаила Порохова с бизнесменом и политиком Михаилом Прохоровым, оппозиционера Никиты Воротилова с Алексеем Навальным, а также помощника президента Александра Столетова с самим Владиславом Сурковым.
Общее ощущение Валерий Береснев изложил следующим образом:
Такова Россия Натана Дубовицкого. Читая об этом пестром политическом и бытовом пейзаже, где некому сочувствовать и где «никого не жалко», понимаешь, почему Сурков никогда не признается в том, что он — Дубовицкий. Потому что, если автор романа работает помощником президента, то это означает только одно: Россия из окон Кремля выглядит именно так. Немытой, нечесаной и взбесившейся субстанцией, у которой нет будущего, если её вовремя не перекодировать с помощью «альтернативного языка»
В отличие от Чеснакова, корреспондент «Бизнес online» допускает реалистичность изложенного в романе сценария: «…хотя книга закончена и опубликована, её история только начинает писаться. И кто знает, что напишут о ней в литературной энциклопедии будущего: роман-мистификация или роман-пророчество?»

## Театральная постановка
Художественный руководитель МХТ имени Чехова Олег Табаков в беседе с НСН выразил готовность инсценировать новую книгу помощника президента России Владислава Суркова, если она ему понравится.
«Я отношусь к Суркову всерьез, как к человеку, пишущему хорошую литературу. Когда я смогу убедиться в этом, я возьму и поставлю это», — заявил НСН Народный артист Табаков.

## Общественная реакция
26 марта 2017 года на сайте CHANGE.RU начался сбор подписей в поддержку возбуждения уголовного дела против Натана Дубовицкого и Олега Табакова. Инициаторы акции направили в следственный комитет заявление, в котором требовали установить личность человека, пишущего под псевдонимом «Натан Дубовицкий», привлечь его к ответственности, обвиняя его в разжигании межнациональной розни, оскорблении религиозных чувств и призывах к свержению конституционного строя, а также требовали привлечь к уголовной ответственности Олега Табакова в качестве соучастника. Активисты отдельно подчеркивали, что для последнего добиваются также запрета на профессиональную деятельность в рамках театра. Подпись поставили 4 человека.[значимость факта?]
В случае, если власти допустят постановку «Ультранормальности» в театре, активисты угрожали её сорвать.

## Влияние романа
19 сентября неизвестные массово оповестили об угрозе взрыва в аэропорту Шереметьево, ГУМе, гостинице «Космос», на Красной площади, ТЦ «Город» на шоссе Энтузиастов, ТЦ «Метрополис» на Ленинградском шоссе, ТЦ «Афимолл-сити» и ТЦ «Капитолий», ТЦ «Щелковский», ТЦ «Первомайский», ТЦ «Атриум», на Казанском, Ленинградском, Киевском, Ярославском вокзалах и в Российском государственном социальном университете. По мнению DS-News, злоумышленники испробовали технологию, описанную в романе «Ультранормальность».
Основные идеи Манифеста Константина Богомолова, опубликованный в «Новой газете» 10 февраля 2021 года перекликаются с основными идеями романа. Это позволило многим предположить, что Сурков является автором не только романа, но и манифеста.

## Сбывшиеся предсказания
Протесты на Шри-Ланке произошли в 2022 году, на два года раньше событий, описанных в романе. Они начались в марте 2022 года на фоне крупнейшего в стране, начиная с момента признания независимости, экономического кризиса. Протестующие потребовали отставки правительства. Протесты переросли в беспорядки. 9 июля протестующие ворвались в правительственные здания, в том числе в резиденцию президента страны Готабая Раджапакса. Было объявлено об отставке президента.
В романе события на Шри-Ланке носят характер гражданской войны.